# World Series by Nissan 2004
World Series by Nissan-säsongen 2004 kördes över 18 race och vanns av finländaren Heikki Kovalainen.

## Kalender
| Datum        | Bana        | Segrare Race 1         | Segrare Race 2    |
| ------------ | ----------- | ---------------------- | ----------------- |
| 28 mars      | Jarama      | Enrique Bernoldi       | Enrique Bernoldi  |
| 25 april     | Zolder      | Tiago Monteiro         | Tiago Monteiro    |
| 23 maj       | Magny-Cours | Narain Karthikeyan     | Heikki Kovalainen |
| 20 juni      | Valencia    | Jean-Christophe Ravier | Heikki Kovalainen |
| 8 augusti    | Lausitzring | Heikki Kovalainen      | Heikki Kovalainen |
| 19 september | Estoril     | Olivier Pla            | Tiago Monteiro    |
| 3 oktober    | Catalunya   | Félix Porteiro         | Heikki Kovalainen |
| 17 oktober   | Valencia    | Narain Karthikeyan     | Tiago Monteiro    |
| 7 november   | Jerez       | Heikki Kovalainen      | Tiago Monteiro    |

## Slutställning
| P | Förare                 | Poäng |
| - | ---------------------- | ----- |
| 1 | Heikki Kovalainen      | 186   |
| 2 | Tiago Monteiro         | 154   |
| 3 | Enrique Bernoldi       | 121   |
| 4 | Jean-Christophe Ravier | 120   |
| 5 | Tristan Gommendy       | 113   |
| 6 | Narain Karthikeyan     | 100   |